# بیانکا بوشا
بیانکا بوشا (انگلیسی: Bianka Buša؛ زادهٔ ۲۵ ژوئیهٔ ۱۹۹۴) بازیکن والیبال زن اهل صربستان است.